# 코바야시 유스케 (성우)
코바야시 유스케(小林裕介, 1985년 3월 25일 ~ )는 일본의 남자 성우이다. 유린프로 소속. 아뮤즈멘트 미디어 종합학원 성우 탤런트 학과 졸업.
도쿄도 출신.

## 작품
- Re:제로부터 시작하는 이세계 생활 (나츠키 스바루 역)
- 이세계 콰르텟 (나츠키 스바루 역)
- 불꽃 소방대 2장 (아서 보일 역)
- 무효와 로지의 마법률상담사무소 2기 (고료 다라니마루 역)
- 일곱개의 대죄(글록시니아 역)